# Norwood (Missouri)
Norwood è un comune degli Stati Uniti d'America, situato nello Stato del Missouri, nella contea di Wright.